# Avatar

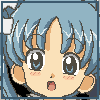
Avatar

Avatar (z anglického přepisu) je (především vizuální) reprezentace uživatele ve virtuální realitě. Touto reprezentací může být trojrozměrný model, dvourozměrný obraz nebo třeba jediný znak — v textových MUDech je to často zavináč.
Avatar v počítačové hře je virtuální postava ovládaná hráčem, který se s avatarem v jistém smyslu slova ztotožňuje a skrze něj jedná ve virtuálním světě. Tento pojem je užíván zejména v online hrách na hrdiny (MUD, MMORPG).
Avatary se ovšem používají i v neherních světech, především pro rozšíření komunikace. Na diskusních fórech (např. na serverech založených na programu phpBB) se pojem avatar používá pro ikonku uživatele, která se objevuje u jeho příspěvků. Programy virtuální reality často obsahují trojrozměrný model, který je avatarem uživatele.

## Historie
Termín je odvozen z hinduistického pojmu avatár, znamenajícího pozemské vtělení duchovní bytosti.
V počítačové sféře se jedno z prvních použití pojmu objevuje roku 1985 v počítačové hře Ultima — stát se avatárem bylo cílem Ultimy IV. V pozdějších hrách se již předpokládalo, že avatarem jste. Později byl termín avatar použit ve stolní hře na hrdiny Shadowrun (1989) nebo v online hře Habitat (1987).

## V kultuře
Pro rozšíření termínu bylo významné jeho použití v kyberpunkovém románu Neala Stephensona Sníh (v originále Snow Crash, 1992) ve významu virtuální simulace lidského těla ve virtuální realitě Metaverse. Sociální postavení v Metaversu bylo často založeno na kvalitách avatara: detailní avatar znamenal, že uživatel je hacker a programátor, zatímco méně talentovaní si museli kupovat konfekční modely. Stephenson tvrdí, že termín avatár vymyslel nezávisle a až později se dozvěděl, že jak tento termín, tak některé další prvky jeho románu se už objevily ve hře Habitat.
V další kyberpunkové literatuře se termín avatar vyskytuje i ve významu elektronicky zaznamenaného a interpretovaného vědomí konkrétního člověka bez jeho fyzické podoby (tzn. zatímco jeho tělo může být po smrti, jeho avatár je stále schopen komunikovat s ostatními).
Avatar je také název akčního sci-fi filmu z roku 2009 režiséra Jamese Camerona.